# Cyrtocarina
Die Cyrtocarina sind eine in Afrika lebende Gruppe der Buntbarsche (Cichlidae), die im ostafrikanischen Malawisee, seinen Nebenseen Chilingali und Chikukutu, den Kraterseen Kingiri und Ilamba, sowie im oberen Shire, im Malombe und im mittleren Shire vorkommt. Die meisten Arten der Cyrtocarina leben in der vegetationslosen Sandzone, an schlammigen Ufern oder an den Felsküsten.

## Merkmale
Die verschiedenen Arten der Cyrtocarina sind normalerweise kleine Fische mit einem mehr oder weniger langgestreckten Körper. Morphologisch sind sie nur schwer zu diagnostizieren. Von den Mbuna (Pseudotropheina) unterscheiden sie sich durch den Übergang von den Körperschuppen zu den kleineren Schuppen auf der Brust, der bei den Mbuna abrupt erfolgt, bei den Cyrtocarina dagegen allmählich. Die Eierstöcke sind bei den Cyrtocarina unterschiedlich groß, bei den Mbuna ist der linke Eierstock verkümmert. Die Eiflecke auf der Afterflosse der Männchen sind bei den Cyrtocarina weniger deutlich ausgebildet und sind nicht von einem transparenten Ring umgeben. Sie können aber auch sekundär verschwunden sein. Im Unterschied zu den Rhamphochromina zeigen die Cyrtocarina eine mehr oder weniger deutlich ausgeprägte schwärzliche Musterung. Dies kann ein mittig verlaufender Längsstreifen sein oder eine Bänderung mit vier bis zehn dunklen, senkrechten Streifen auf den Körperseiten. Die Zähne der äußeren Zahnreihe stehen bei den verschiedenen Arten der Cyrtocarina eng zusammen und sind einspitzig, zweispitzig oder dreispitzig (selten). Die Arten der Cyrtocarina haben 29 bis 35 Wirbel, davon 12 bis 16 Rumpfwirbel und 15 bis 20 Schwanzwirbel. Alle Arten der Cyrtocarina sind Maulbrüter.

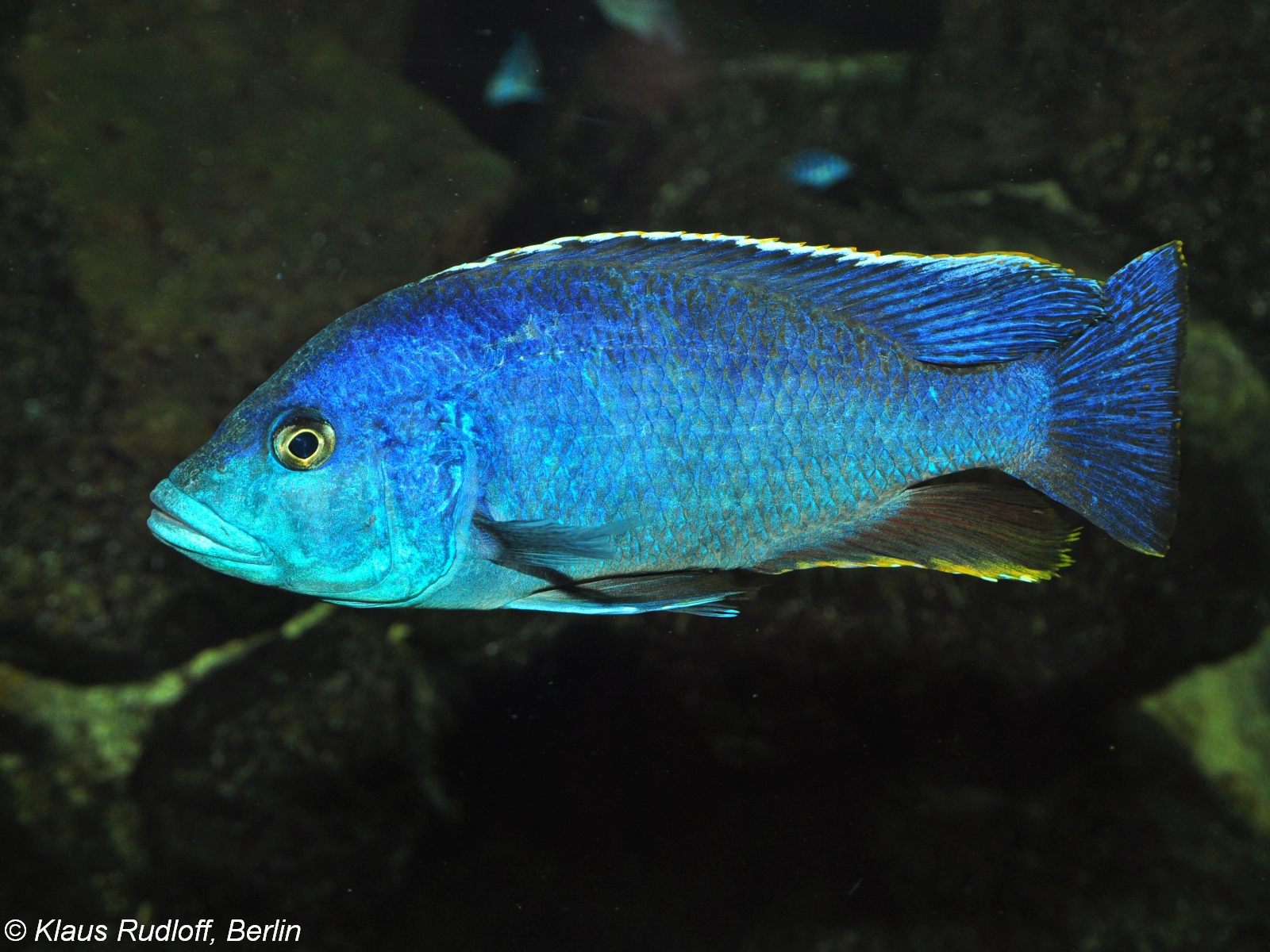
Aulonocara nyassae

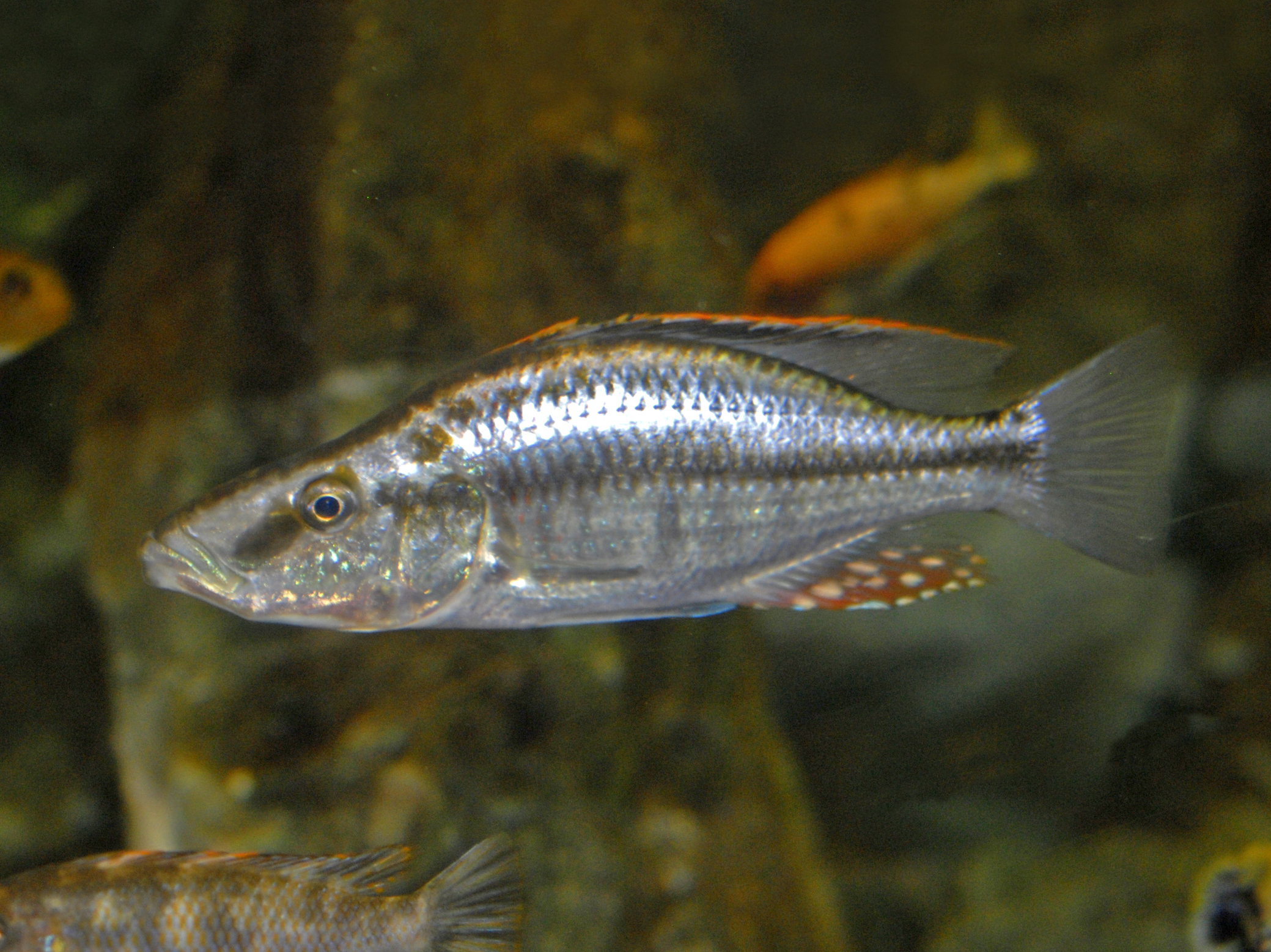
Dimidiochromis compressiceps

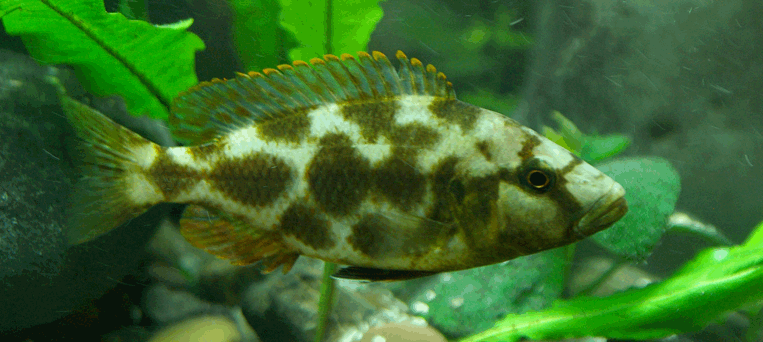
Nimbochromis livingstonii

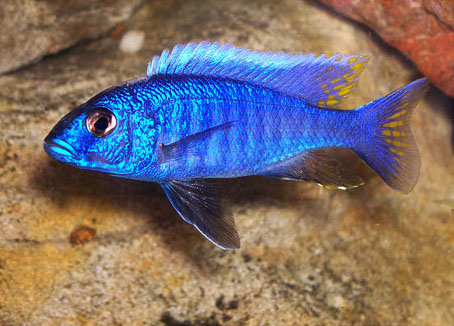
Sciaenochromis fryeri

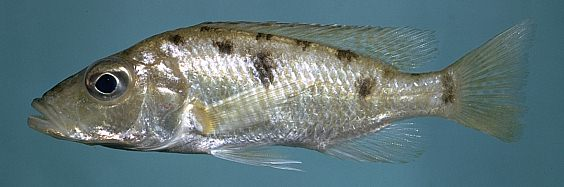
Stigmatochromis woodi

## Gattungen
Zu den Cyrtocarina gehören 35 Gattungen und mehr als 250 Arten.
- Alticorpus Stauffer & McKaye, 1988
- Aristochromis Trewavas, 1935
- Aulonocara Regan, 1922
- Buccochromis Eccles & Trewavas, 1989
- Caprichromis Eccles & Trewavas, 1989
- Champsochromis Boulenger, 1915
- Cheilochromis Eccles & Trewavas, 1989
- Chilotilapia  Boulenger, 1908
- Copadichromis Eccles & Trewavas, 1989
- Corematodus Boulenger, 1897
- Ctenopharynx Eccles & Trewavas, 1989
- Cyrtocara Boulenger, 1902
- Dimidiochromis Eccles & Trewavas, 1989
- Docimodus Boulenger, 1897
- Exochochromis Eccles & Trewavas, 1989
- Fossorochromis Eccles & Trewavas, 1989
- Hemitaeniochromis Eccles & Trewavas, 1989
- Hemitilapia Boulenger, 1902
- Lethrinops Regan, 1922
- Lichnochromis Trewavas, 1935
- Mchenga Stauffer & Konings, 2006
- Mylochromis Regan, 1922
- Naevochromis Eccles & Trewavas, 1989
- Nimbochromis Eccles & Trewavas, 1989
- Nyassachromis Eccles & Trewavas, 1989
- Otopharynx Regan, 1920
- Placidochromis Eccles & Trewavas, 1989
- Protomelas Eccles & Trewavas, 1989
- Sciaenochromis Eccles & Trewavas, 1989
- Stigmatochromis Eccles & Trewavas, 1989
- Taeniochromis Eccles & Trewavas, 1989
- Taeniolethrinops Eccles & Trewavas, 1989
- Tramitichromis Eccles & Trewavas, 1989
- Trematocranus Trewavas, 1935
- Tyrannochromis Eccles & Trewavas, 1989

Zahlreiche Gattungen der Cyrtocarina z. B. Copadichromis, Lethrinops, Placidochromis und Otopharynx sind nicht monophyletisch. Die verwandtschaftlichen Beziehungen zeigt das folgende, stark vereinfachte Kladogramm. Die Schwestergruppe der Cyrtocarina ist eine von Astatotilapia calliptera und den Mbuna (Pseudotropheina) gebildete Klade.
|  | Aristochromis, Buccochromis, Champsochromis, Cheilochromis, Chilotilapia, Corematodus, Ctenopharynx, Dimidiochromis, Fossorochromis, Hemitilapia, Mchenga, Mylochromis, Naevochromis, Nimbochromis, Otopharynx, Placidochromis, Protomelas, Stigmatochromis, Taeniochromis, Trematocranus, Tyrannochromis |
|  | |
|  | shallow Lethrinops s. str., Taeniolethrinops & Tramitichromis |
|  | |

|  | Copadichromis chrysonotus |
|  |                           |
|  | Copadichromis borleyi     |
|  |                           |

|  | Aristochromis, Buccochromis, Champsochromis, Cheilochromis, Chilotilapia, Corematodus, Ctenopharynx, Dimidiochromis, Fossorochromis, Hemitilapia, Mchenga, Mylochromis, Naevochromis, Nimbochromis, Otopharynx, Placidochromis, Protomelas, Stigmatochromis, Taeniochromis, Trematocranus, Tyrannochromis |
|  | |
|  | shallow Lethrinops s. str., Taeniolethrinops & Tramitichromis |
|  | |

|  | Copadichromis chrysonotus |
|  |                           |
|  | Copadichromis borleyi     |
|  |                           |

|  | Aristochromis, Buccochromis, Champsochromis, Cheilochromis, Chilotilapia, Corematodus, Ctenopharynx, Dimidiochromis, Fossorochromis, Hemitilapia, Mchenga, Mylochromis, Naevochromis, Nimbochromis, Otopharynx, Placidochromis, Protomelas, Stigmatochromis, Taeniochromis, Trematocranus, Tyrannochromis |
|  | |
|  | shallow Lethrinops s. str., Taeniolethrinops & Tramitichromis |
|  | |

|  | Copadichromis chrysonotus |
|  |                           |
|  | Copadichromis borleyi     |
|  |                           |

|  | Aristochromis, Buccochromis, Champsochromis, Cheilochromis, Chilotilapia, Corematodus, Ctenopharynx, Dimidiochromis, Fossorochromis, Hemitilapia, Mchenga, Mylochromis, Naevochromis, Nimbochromis, Otopharynx, Placidochromis, Protomelas, Stigmatochromis, Taeniochromis, Trematocranus, Tyrannochromis |
|  | |
|  | shallow Lethrinops s. str., Taeniolethrinops & Tramitichromis |
|  | |

|  | Copadichromis chrysonotus |
|  |                           |
|  | Copadichromis borleyi     |
|  |                           |

|  | Aristochromis, Buccochromis, Champsochromis, Cheilochromis, Chilotilapia, Corematodus, Ctenopharynx, Dimidiochromis, Fossorochromis, Hemitilapia, Mchenga, Mylochromis, Naevochromis, Nimbochromis, Otopharynx, Placidochromis, Protomelas, Stigmatochromis, Taeniochromis, Trematocranus, Tyrannochromis |
|  | |
|  | shallow Lethrinops s. str., Taeniolethrinops & Tramitichromis |
|  | |

|  | Copadichromis chrysonotus |
|  |                           |
|  | Copadichromis borleyi     |
|  |                           |

|  | Aristochromis, Buccochromis, Champsochromis, Cheilochromis, Chilotilapia, Corematodus, Ctenopharynx, Dimidiochromis, Fossorochromis, Hemitilapia, Mchenga, Mylochromis, Naevochromis, Nimbochromis, Otopharynx, Placidochromis, Protomelas, Stigmatochromis, Taeniochromis, Trematocranus, Tyrannochromis |
|  | |
|  | shallow Lethrinops s. str., Taeniolethrinops & Tramitichromis |
|  | |

|  | Copadichromis chrysonotus |
|  |                           |
|  | Copadichromis borleyi     |
|  |                           |

|  | Aristochromis, Buccochromis, Champsochromis, Cheilochromis, Chilotilapia, Corematodus, Ctenopharynx, Dimidiochromis, Fossorochromis, Hemitilapia, Mchenga, Mylochromis, Naevochromis, Nimbochromis, Otopharynx, Placidochromis, Protomelas, Stigmatochromis, Taeniochromis, Trematocranus, Tyrannochromis |
|  | |
|  | shallow Lethrinops s. str., Taeniolethrinops & Tramitichromis |
|  | |

|  | Copadichromis chrysonotus |
|  |                           |
|  | Copadichromis borleyi     |
|  |                           |

|  | Aristochromis, Buccochromis, Champsochromis, Cheilochromis, Chilotilapia, Corematodus, Ctenopharynx, Dimidiochromis, Fossorochromis, Hemitilapia, Mchenga, Mylochromis, Naevochromis, Nimbochromis, Otopharynx, Placidochromis, Protomelas, Stigmatochromis, Taeniochromis, Trematocranus, Tyrannochromis |
|  | |
|  | shallow Lethrinops s. str., Taeniolethrinops & Tramitichromis |
|  | |

|  | Copadichromis chrysonotus |
|  |                           |
|  | Copadichromis borleyi     |
|  |                           |

|  | Astatotilapia calliptera |
|  |                          |
|  | Mbuna                    |
|  |                          |

|  | Aristochromis, Buccochromis, Champsochromis, Cheilochromis, Chilotilapia, Corematodus, Ctenopharynx, Dimidiochromis, Fossorochromis, Hemitilapia, Mchenga, Mylochromis, Naevochromis, Nimbochromis, Otopharynx, Placidochromis, Protomelas, Stigmatochromis, Taeniochromis, Trematocranus, Tyrannochromis |
|  | |
|  | shallow Lethrinops s. str., Taeniolethrinops & Tramitichromis |
|  | |

|  | Copadichromis chrysonotus |
|  |                           |
|  | Copadichromis borleyi     |
|  |                           |

|  | Aristochromis, Buccochromis, Champsochromis, Cheilochromis, Chilotilapia, Corematodus, Ctenopharynx, Dimidiochromis, Fossorochromis, Hemitilapia, Mchenga, Mylochromis, Naevochromis, Nimbochromis, Otopharynx, Placidochromis, Protomelas, Stigmatochromis, Taeniochromis, Trematocranus, Tyrannochromis |
|  | |
|  | shallow Lethrinops s. str., Taeniolethrinops & Tramitichromis |
|  | |

|  | Copadichromis chrysonotus |
|  |                           |
|  | Copadichromis borleyi     |
|  |                           |

|  | Aristochromis, Buccochromis, Champsochromis, Cheilochromis, Chilotilapia, Corematodus, Ctenopharynx, Dimidiochromis, Fossorochromis, Hemitilapia, Mchenga, Mylochromis, Naevochromis, Nimbochromis, Otopharynx, Placidochromis, Protomelas, Stigmatochromis, Taeniochromis, Trematocranus, Tyrannochromis |
|  | |
|  | shallow Lethrinops s. str., Taeniolethrinops & Tramitichromis |
|  | |

|  | Copadichromis chrysonotus |
|  |                           |
|  | Copadichromis borleyi     |
|  |                           |

|  | Aristochromis, Buccochromis, Champsochromis, Cheilochromis, Chilotilapia, Corematodus, Ctenopharynx, Dimidiochromis, Fossorochromis, Hemitilapia, Mchenga, Mylochromis, Naevochromis, Nimbochromis, Otopharynx, Placidochromis, Protomelas, Stigmatochromis, Taeniochromis, Trematocranus, Tyrannochromis |
|  | |
|  | shallow Lethrinops s. str., Taeniolethrinops & Tramitichromis |
|  | |

|  | Copadichromis chrysonotus |
|  |                           |
|  | Copadichromis borleyi     |
|  |                           |

|  | Aristochromis, Buccochromis, Champsochromis, Cheilochromis, Chilotilapia, Corematodus, Ctenopharynx, Dimidiochromis, Fossorochromis, Hemitilapia, Mchenga, Mylochromis, Naevochromis, Nimbochromis, Otopharynx, Placidochromis, Protomelas, Stigmatochromis, Taeniochromis, Trematocranus, Tyrannochromis |
|  | |
|  | shallow Lethrinops s. str., Taeniolethrinops & Tramitichromis |
|  | |

|  | Copadichromis chrysonotus |
|  |                           |
|  | Copadichromis borleyi     |
|  |                           |

|  | Aristochromis, Buccochromis, Champsochromis, Cheilochromis, Chilotilapia, Corematodus, Ctenopharynx, Dimidiochromis, Fossorochromis, Hemitilapia, Mchenga, Mylochromis, Naevochromis, Nimbochromis, Otopharynx, Placidochromis, Protomelas, Stigmatochromis, Taeniochromis, Trematocranus, Tyrannochromis |
|  | |
|  | shallow Lethrinops s. str., Taeniolethrinops & Tramitichromis |
|  | |

|  | Copadichromis chrysonotus |
|  |                           |
|  | Copadichromis borleyi     |
|  |                           |

|  | Aristochromis, Buccochromis, Champsochromis, Cheilochromis, Chilotilapia, Corematodus, Ctenopharynx, Dimidiochromis, Fossorochromis, Hemitilapia, Mchenga, Mylochromis, Naevochromis, Nimbochromis, Otopharynx, Placidochromis, Protomelas, Stigmatochromis, Taeniochromis, Trematocranus, Tyrannochromis |
|  | |
|  | shallow Lethrinops s. str., Taeniolethrinops & Tramitichromis |
|  | |

|  | Copadichromis chrysonotus |
|  |                           |
|  | Copadichromis borleyi     |
|  |                           |

|  | Aristochromis, Buccochromis, Champsochromis, Cheilochromis, Chilotilapia, Corematodus, Ctenopharynx, Dimidiochromis, Fossorochromis, Hemitilapia, Mchenga, Mylochromis, Naevochromis, Nimbochromis, Otopharynx, Placidochromis, Protomelas, Stigmatochromis, Taeniochromis, Trematocranus, Tyrannochromis |
|  | |
|  | shallow Lethrinops s. str., Taeniolethrinops & Tramitichromis |
|  | |

|  | Copadichromis chrysonotus |
|  |                           |
|  | Copadichromis borleyi     |
|  |                           |

|  | Astatotilapia calliptera |
|  |                          |
|  | Mbuna                    |
|  |                          |